# Região Geográfica Imediata de Valença do Piauí
A Região Geográfica Imediata de Valença do Piauí é uma das 19 regiões imediatas do estado brasileiro do Piauí, uma das 5 regiões imediatas que compõem a Região Geográfica Intermediária de Teresina e uma das 509 regiões imediatas no Brasil, criadas pelo IBGE em 2017. É composta de 9 municípios. Todos eles estão inclusos no território piauiense de Vale do Sambito .